# روبرت أوليفر
روبرت أوليفر (بالإنجليزية: Robert Oliver)‏ هو دراج نيوزيلندي، ولد في 3 يناير 1950 في ويلينغتون في نيوزيلندا.

## وصلات خارجية
- روبرت أوليفر على موقع أرشيف الدراجات (الإنجليزية)
- روبرت أوليفر على موقع إحصائيات الدراجات الإحترافية (الإنجليزية)
- روبرت أوليفر على موقع أوليمبيديا (الإنجليزية)